# ها*اش
ها*اش یک گروه دوتایی پاپ لاتین آمریکایی اهل لیک چارلز، لوئیزیانا است. این گروه در سال ۲۰۰۲ توسط دو خواهر هانا نیکول (متولد ۱۹۸۵) و اشلی گریس (متولد ۱۹۸۷) تشکیل شد. نام این گروه مخفف دو حرف اول نام آن‌هاست. آن‌ها نخستین گروه دارای یک بالاد اسپانیایی با حداقل یک میلیارد بازدید در یوتیوب هستند.

## ترانه‌شناسی
- ها*اش (۲۰۰۳)
- جهان‌های مخالف (۲۰۰۵)
- اتاق دو نفره (۲۰۰۸)
- به موقع (۲۰۱۱)
- ۳۰ فوریه (۲۰۱۷)

## فیلم‌شناسی
- ایگور (۲۰۰۸)
- آواز! (۲۰۱۶)